# Pincaró
Pincaró es un despoblado español del municipio de Albañá, perteneciente a la provincia de Gerona, en la comunidad autónoma de Cataluña.

## Historia
Hacia mediados del siglo XIX, el lugar, por entonces perteneciente al municipio de Basagoda, tenía contabilizada una población de treinta habitantes. Aparece descrito en el decimotercer volumen del Diccionario geográfico-estadístico-histórico de España y sus posesiones de Ultramar de Pascual Madoz con las siguientes palabras:

PINCARÓ: l. en la prov. y dióc. de Gerona, part. jud.  de Olot, aud. terr., c. g. de Barcelona, ayunt. de Basagoda: sit. entre montes, próximo al r. Muga; le combaten con frecuencia los vientos del N.; su clima es frio, pero sano. Tiene 15 casas, y una igl. parr. (San Bartolomé) aneja de la de Albañá, servida por un vicario. El térm. confina con los Horts y Albañá del part. de Figueras, Cursovell y Guitarriu. El terreno es montuoso, pedregoso y calizo; le fertiliza el r. Muga y le cruzan varios caminos locales. prod.: trigo, fajol, patatas, legumbres y hortalizas; cria ganado lanar y caza de liebres y perdices. pobl.: 6 vec., 30 alm. cap. prod.: 182,400. imp. 4,560.
(Madoz, 1849, p. 32)

En la actualidad, pertenece al municipio de Albañá. En 2023, la entidad singular de población no tenía empadronado ningún habitante.